# Tonoshō
Ne doit pas être confondu avec Tōnoshō.
Tonoshō (土庄町, Tonoshō-chō) est un bourg du district de Shōzu, dans la préfecture de Kagawa, au Japon.

## Géographie

### Situation
Tonoshō est situé sur l'île de Shōdoshima, dans la mer intérieure de Seto, au Japon.

### Démographie
Au 1er octobre 2014, la population de Tonoshō s'élevait à 14 131 habitants répartis sur une superficie de 74,39 km2.